# Qarabağ Futbol Klubu
Qarabağ Futbol Klubu, abreviado como FK Qarabağ é um clube de futebol do Azerbaijão. Sua sede fica na cidade de Quzanlı, mas atualmente sedia suas partidas como mandante em Baku.

## História
O Qarabağ (grafado, no ocidente, como Karabakh) foi fundado em 1951, quando o Azerbaijão já pertencia à URSS. Jamais participou do Campeonato Soviético de Futebol.
Originalmente, o clube era da cidade de Aghdam. Porém, após a terra natal da equipe ter sido tomada por forças militares armênias, no contexto da Guerra do Alto Carabaque (1988–1994), eles se viram obrigados a se mudar para a capital azeri, Bacu, onde mandam os seus jogos até hoje.

## Competições europeias
Em 1999 o Qarabağ conquistou, na extinta Copa Intertoto, uma vitória sobre o Maccabi Haifa. Ambos os gols foram marcados por Mushfig Huseynov, que acabaria se tornando ídolo no clube. Dez anos depois, os Stallions voltariam a ganhar as manchetes na Europa ao conquistar, na primeira fase de classificação da Liga Europa uma incrível vitória por 1 a 0 sobre o forte time norueguês do Rosenborg, gol marcado por Rashad Sadygov.
Em 2014, tornou-se o primeiro clube de seu país a se classificar para uma fase de grupos em qualquer competição de clubes da Europa, ao superar o holandês Twente no play-off decisivo de classificação da Liga Europa - antes, havia suplantado nas fases iniciais Valletta FC e Red Bull Salzburg. Incluído no Grupo F, com Saint-Étienne, Internazionale e Dnipro, os "Atlılar" estiveram a um passo de uma classificação histórica quando o brasileiro Richard (revelado pelo Santo André e com passagem pelo Gil Vicente) marcou um gol já no final da partida contra a Internazionale. O que ele e seus companheiros de equipe não esperavam era que o árbitro tcheco Miroslav Zelinka anulasse, alegando impedimento inexistente de Leroy George - o holandês não participara da jogada, uma vez que a bola chutada por Richard desviara no lateral Isaac Donkor e enganou o goleiro argentino Juan Pablo Carrizo. Revoltados, os atletas do Qarabağ tentaram convencer Zelinka a repensar a anulação, sem sucesso. O Dnipro, que também brigava pela segunda vaga no grupo, classificou-se também de forma polêmica - Fedetskiy marcara o gol da classificação em condições duvidosas.
Inconformado com a anulação, Richard chegou a dar um soco em uma parede do vestiário, após ter quase atacado o bandeirinha Ondrej Pelikán, que havia comunicado o impedimento inexistente para Zelinka. O meia fez também severas críticas ao trio de arbitragem, insinuando que o Qarabağ "fora roubado".
Já, em 2017, alcançaram o maior feito de sua história. Pela primeira vez, o clube se classificou à uma fase de grupos da Champions League, ao passar pelo Copenhague (Ganhou por 1x0 no primeiro jogo e perdeu o segundo por 2x1 o segundo, mas se classificou pelo critério de gol fora de casa). Entrou no Grupo C, onde enfrentou Chelsea, Atlético de Madrid e Roma.

## Elenco atual
Última atualização: 10 de fevereiro de 2025.

## Títulos
- Campeonato do Azerbaijão : 1992/93, 2013/14, 2014/15, 2015/16, 2016/17, 2017/18, 2018/19, 2019/20, 2021/22, 2022/23, 2023/24, 2024/25
- Taça do Azerbaijão : 1993, 2005/06, 2008/09[6], 2014/15, 2015/16, 2016/17, 2021/22, 2023/24
- Campeonato URSS do Azerbaijão : 1988, 1990